# Hasarius peckhami
Hasarius peckhami là một loài nhện trong họ Salticidae.
Loài này thuộc chi Hasarius. Hasarius peckhami được Alexander Petrunkevitch miêu tả năm 1914.